# Enevald
Sankt Enevald eller Enevold var ett svenskt helgon som enligt legenden gjorde en pilgrimsfärd till Heliga landet för att besöka Jesu grav. När han skulle ta sig hem fann han inget skepp. Han satte sig då på en sten och bad innerligt till Gud om hjälp. Medan han bad föll han i sömn. När han vaknade upp satt han på samma sten fast nu befann den sig i Sölvesborg. Han steg upp och började prisa Gud. Då han gjorde detta sprang en källa upp. Efter hans död började underverk ske när man bad Enevald om hjälp. Ett kapell byggdes åt helgonet vid sidan om den heliga källan. På 1600-talet kunde man fortfarande se den sten som Enevald suttit på vid den mirakulösa resan. Den ska även ha burit märken efter Enevalds kropp och varit belägen invid källan. År 1707 infördes ett strängt förbud mot vallfärder till källan. Folket fortsatte att vallfärda långt in på 1800-talet.